# 福井市上文殊小学校
福井市上文殊小学校（ふくいし かみもんじゅしょうがっこう）は福井県福井市にある公立小学校。住所は福井県福井市生部町。

## アクセス
- 京福バス61「西大味線」で「上文殊小学校前」下車。

## 通学区域
- 生部町、岩倉町、大村町、北山町、北山新保町、田治島町、田中町、徳光町、西大味町、西袋町、東大味町、帆谷町(28号ニュータウン文殊ヶ丘除く)[1]

## 進学先中学校
- 福井市足羽第一中学校